# Archiducado de Austria
El Archiducado de Austria fue uno de los más importantes estados imperiales que conformaron el Sacro Imperio Romano Germánico. Era el centro de la Casa de Habsburgo, luego Casa de Habsburgo-Lorena, y surgió por elevación del margrave a duque de Austria en el año 1156, y este a archiduque en 1453, el cual sería el precursor del Imperio austríaco en 1804.

## Geografía
Situada en la cuenca del Río Danubio, Austria limitaba con el Reino de Hungría más allá de los ríos Morava y Leitha en el este. En el sur estaba limitada por el Ducado de Estiria, con la frontera en el histórico Paso de Semmering, mientras que en el norte el Bosque de Bohemia y el río Thaya marcaban la frontera con Bohemia y Moravia.
Al oeste, la parte de Alta Austria lindaba con el ducado de Baviera. La región adyacente de Innviertel perteneció a los duques bávaros hasta que fue ocupada por las fuerzas austriacas durante la Guerra de Sucesión de Baviera en 1778 y se incorporó a las tierras archiducales según la Paz de Teschen. En el curso de la mediatización alemana en 1803, los archiduques austriacos adquirieron también el poder sobre el Electorado de Salzburgo y la provincia de Berchtesgaden.

## Historia

### Margraviato y ducado de Austria

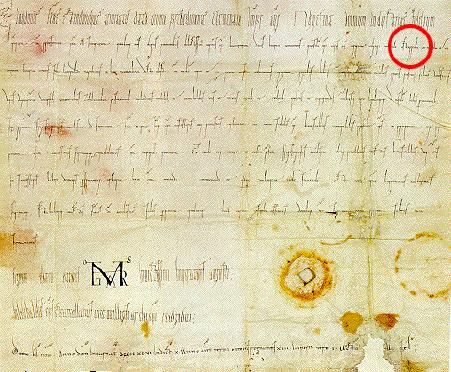
El primer documento donde se menciona Ostarrîchi data del 996.

En la época del Imperio carolingio, los territorios que formarían el futuro archiducado componían una marca, la llamada marchia orientalis. Tras la batalla de Lechfeld, en 955, los germanos fueron desplazando a la etnia eslava de la región y hacia 960 crearon un margraviato. Desde el 976, el territorio estuvo bajo el dominio de la Casa de Babenberg, que llamaron a la región Ostarrîchi. Este término derivaría posteriormente en el nombre alemán de Austria: Österreich ('reino del este').
En 1156 el Privilegium Minus Austria elevó el territorio a la categoría de ducado, y en 1192, la familia de Babenberg adquirió el ducado de Estiria. Con la muerte de Federico II en 1246, la línea Babenberg se extinguió y Otakar II de Bohemia, heredero en aplicación de las disposiciones del Privilegium Minus, controló efectivamente los ducados de Austria, Estiria, Carintia y Carniola. Sin embargo, tras su derrota en la batalla de Marchfeld, en 1278, Rodolfo I de Habsburgo obligó a Otakar a entregarle Austria, que fue unida a sus dominios adquiridos en Suabia. Comenzaba así la dinastía de los Habsburgo.

### Elevación a archiducado

Austria en 1714.

En 1359, el Privilegium Maius fue un falso documento utilizado por Rodolfo IV de Austria para elevar su estatus al de archiduque, pero esto no fue reconocido por el Sacro Imperio. El archiducado no sería reconocido hasta que en 1453 Federico III tomó el control imperial para la casa de Habsburgo. De esta manera, Austria se convirtió en el primer Estado en designarse como archiducado. En los siglos xiv y xv, los Habsburgo empezaron a acumular otras provincias en las proximidades. 
Asimismo, los Habsburgo comenzaron a acumular territorios lejos de sus tierras hereditarias. En 1477, el archiduque Maximiliano, hijo único del emperador Federico III, se casó con la heredera de Borgoña, adquiriendo por tanto la mayor parte de los actuales Países Bajos y del Franco Condado para la familia.
Desde 1512, el Archiducado de Austria se convirtió en el centro de la Circunscripción de Austria, uno de los círculos imperiales del Sacro Imperio Romano Germánico. En 1526, a raíz de la batalla de Mohács, los gobernantes de Austria ampliaron sus territorios, con lo que la parte de Bohemia y de Hungría no ocupada por los otomanos quedó bajo su poder.
En los siglos xvii y xviii los Habsburgo extendieron enormemente sus territorios ante la descomposición del poder otomano (1699 y 1718) y por los repartos de la herencia hispana (1713-1714) y de Polonia (1772 y 1795).

### Proclamación del imperio
Dicha expansión propició que, en 1804, el emperador del Sacro Imperio y archiduque de Austria, Francisco I, promoviese su elevación a la categoría de imperio, como reacción a la proclamación de Napoleón I como emperador de Francia. Dos años después, el propio Francisco I disolvería el Sacro Imperio Romano Germánico y solo se mantendría el incipiente Imperio austríaco.
Tras varios intentos fallidos de reforma constitucional, el Imperio Austríaco se transformó en el Imperio austrohúngaro como consecuencia directa de la derrota sufrida en la guerra de las Siete Semanas y gracias al compromiso austrohúngaro de 1867 bajo el reinado de Francisco José I, otorgando igualdad de estatus a los territorios húngaros. El título de archiduque de Austria continuaría siendo usado por la familia imperial hasta su desaparición en 1918 al disolverse el Imperio austrohúngaro.